# Thierschneck
Thierschneck est une commune allemande de l'arrondissement de Saale-Holzland, Land de Thuringe.

## Géographie
|                 | Molauer Land |          |
| Frauenprießnitz | Thierschneck | Schkölen |
|                 |              |          |

## Histoire
Thierschneck est mentionné pour la première fois en 1372.

## Source de la traduction
- (de) Cet article est partiellement ou en totalité issu de l’article de Wikipédia en allemand intitulé « Thierschneck » (voir la liste des auteurs).